# Hannah Berry (autrice)
Pour les articles homonymes, voir Hannah Berry et Berry (homonymie).
Hannah Berry est une autrice de bande dessinée britannique née en 1982[Où ?].

## Biographie
Née d'une mère d'origine équatorienne, Hannah Berry passe sa jeunesse aux États-Unis et dans l'Hampshire. Elle étudie l'illustration à l'université de Brighton et obtient son diplôme en 2004 puis elle travaille quatre ans dans un service de probation et travaille un temps pour Blockbuster Video.
En 2008 paraît sa première bande dessinée, Britten and Brülightly (Jonathan Cape), traduite l'année suivante en français (Casterman). Il s'agit d'un polar, inspiré du Grand Sommeil de Raymond Chandler,. 
En 2012, elle livre Adamtine, un « thriller sombre » et, en 2017, Livestock, une satire. En parallèle, elle nourrit une série humoristique intitulée Vox Pop dans New Statesman en 2016-2017. En 2018, elle poursuit dans la même veine pour le périodique Prospect.
En 2018, l'université de Brighton lui attribue la fonction de UK Comics Laureate pour promouvoir la bande dessinée ; Hannah Berry devient également membre de la Royal Society of Literature.

## Œuvres

### En français
- Britten et associé[8], Casterman, 2009  (ISBN 978-2-203-02039-9)

### En anglais
- Britten and Brülightly, Jonathan Cape, 2008  (ISBN 9780224077903)
- Adamtine, Jonathan Cape, 2012  (ISBN 9780224089081)
- Livestock, Jonathan Cape, 2017  (ISBN 978-0224097659)